# Ghiacciaio Salient
Il ghiacciaio Salient è un ghiacciaio lungo circa 11 km situato nella regione centro-occidentale della Dipendenza di Ross, nell'Antartide orientale. Il ghiacciaio, il cui punto più alto si trova a circa 2300 m s.l.m., si trova nell'entroterra della costa di Scott e ha origine dal versante nord-orientale del picco Salient, nel versante orientale della dorsale Royal Society, da dove fluisce verso nord-est, scorrendo tra il versante settentrionale della cresta Salient e quello meridionale della cresta Frostbite, parallelamente al ghiacciaio Hooker, fino a unire il proprio flusso a quello del ghiacciaio Blue.

## Storia
Il ghiacciaio Salient è stato mappato e così battezzato dai membri del reparto neozelandese della Spedizione Fuchs-Hillary, condotta dal 1956 al 1958. Il nome deriva da quello del vicino picco Salient, a sua volta così chiamato in virtù del fatto che la sua posizione risulta essere una "sporgenza" ("salient" in inglese) nel percorso della dorsale Royal Society, il cui andamento tendente a sud-est vira verso sud-ovest proprio in corrispondenza del picco.